# Liste der Bodendenkmäler in Marktheidenfeld
Auf dieser Seite sind die Bodendenkmäler in der unterfränkischen Gemeinde Marktheidenfeld zusammengestellt. Diese Tabelle ist eine Teilliste der Liste der Bodendenkmäler in Bayern. Grundlage ist die Bayerische Denkmalliste, die auf Basis des Bayerischen Denkmalschutzgesetzes vom 1. Oktober 1973 erstmals erstellt wurde und seither durch das Bayerische Landesamt für Denkmalpflege geführt wird. Die folgenden Angaben ersetzen nicht die rechtsverbindliche Auskunft der Denkmalschutzbehörde.

## Bodendenkmäler der Gemeinde Marktheidenfeld

### Bodendenkmäler in der Gemarkung Glasofen
| Lage                | Objekt                                                           | Akten-Nr.     | Bild |
| ------------------- | ---------------------------------------------------------------- | ------------- | ---- |
| Glasofen (Standort) | Hofwüstung des späten Mittelalters und der frühen Neuzeit.       | D-6-6123-0009 |      |
| Glasofen (Standort) | Bestattungsplatz mit Grabhügeln vorgeschichtlicher Zeitstellung. | D-6-6123-0010 |      |

### Bodendenkmäler in der Gemarkung Marienbrunn
| Lage                   | Objekt | Akten-Nr.     | Bild |
| ---------------------- | --- | ------------- | ---- |
| Marienbrunn (Standort) | Grabhügel vorgeschichtlicher Zeitstellung.                                                                                      | D-6-6123-0046 |      |
| Marienbrunn (Standort) | Frühneuzeitlicher Vorgängerbau der Katholischen Filialkirche St. Barbara von Marienbrunn. Siehe auch: St. Barbara (Marienbrunn) | D-6-6123-0078 |      |

### Bodendenkmäler in der Gemarkung Marktheidenfeld
| Lage                       | Objekt | Akten-Nr.     | Bild |
| -------------------------- | --- | ------------- | ---- |
| Marktheidenfeld (Standort) | Mittelalterliche Klosterwüstung Mattenstatt. | D-6-6123-0036 |      |
| Marktheidenfeld (Standort) | Befunde des Mittelalters und der frühen Neuzeit im Bereich der Katholischen Pfarrkirche St. Laurentius von Marktheidenfeld. Siehe auch: St. Laurentius (Marktheidenfeld) | D-6-6123-0071 |      |
| Marktheidenfeld (Standort) | Befunde des Mittelalters im Bereich der ehemalige Stadtbefestigung von Marktheidenfeld.                                                                                  | D-6-6123-0072 |      |
| Marktheidenfeld (Standort) | Befunde des Mittelalters und der frühen Neuzeit im Bereich der ehemalige befestigten Kernstadt von Marktheidenfeld.                                                      | D-6-6123-0073 |      |

### Bodendenkmäler in der Gemarkung Michelrieth
| Lage                   | Objekt | Akten-Nr.     | Bild |
| ---------------------- | --- | ------------- | ---- |
| Michelrieth (Standort) | Befunde des Mittelalters und der frühen Neuzeit im Bereich der Evangelisch-Lutherischen Pfarrkirche von Michelrieth. | D-6-6123-0079 |      |
| Michelrieth (Standort) | Wüstung des hohen Mittelalters.                                                                                      | D-6-6123-0104 |      |

### Bodendenkmäler in der Gemarkung Oberwittbach
| Lage                    | Objekt                         | Akten-Nr.     | Bild |
| ----------------------- | ------------------------------ | ------------- | ---- |
| Oberwittbach (Standort) | Brandgräber der Hallstattzeit. | D-6-6123-0037 |      |

### Bodendenkmäler in der Gemarkung Zimmern
| Lage               | Objekt                                                           | Akten-Nr.     | Bild |
| ------------------ | ---------------------------------------------------------------- | ------------- | ---- |
| Zimmern (Standort) | Bestattungsplatz mit Grabhügeln vorgeschichtlicher Zeitstellung. | D-6-6023-0015 |      |